# Pravo na smrt
Pravo na smrt je etičko ili institucionalno pravo pojedinca da počini samoubojstvo ili da se
podvrgnu dobrovoljnoj eutanaziji. Posjedovanje ovog prava se često podrazumijeva da osobi
koja boluje od terminalne bolesti može biti dopušteno da počini samoubojstvo, potpomognuto
samoubojstvo ili da odbije liječenje koje odgađa smrt. Pitanje tko treba biti ovlašten da
provodi ove odluke je često u središtu rasprave.
Pravo na smrt ponekad je povezano s idejom da je nečije tijelo i život njegovo, te da ima
pravo sam odlučiti o njima. Međutim, ponekad je upitna racionalnost takvih samoubojstava.
Autori Pilpel i Amsel, "Suvremeni zagovornici racionalnog samoubojstva i prava na smrt,
obično zahtijevaju da racionalna čovjekova odluka da se ubije mora biti samostalan izbor
zastupnika (ne zbog liječnika ili obitelj koji vrše pritisak da "učini pravu stvar) i najbolja
opcija s obzirom na okolnosti, te da nije impulzivna odluka već da je postignuta nakon
razmatranja, itd. Katoličanstvo se posve protivi pravu na smrt i zagovara pravo na život. Hinduizam prihvaća pravo na smrt za one koji se muče s terminalnom
bolesti ili za one koji nemaju želje, ambicije ili odgovornosti, te dopušta smrt kroz nenasilnu
praksu posta do točke izgladnjenja (Prayopavesa). Džainizam ima sličnu praksu pod nazivom
Santhara. Ostali vjerski stavovi o samoubojstvu variraju u njihovoj toleranciji, a uključuju
uskraćivanje prava, kao i osudu čina.

## Etika
Unutar bioetike postoji rasprava ako je pravo na smrt univerzalano, ili se primjenjuje
samo pod određenim okolnostima, kao što su terminalne bolesti. Sud u američkoj državi
Montani, na primjer, je utvrdio da se pravo na smrt odnosi na one s po život opasnim
bolestima. Zastupnik samoubojstva Ludwig Minelli i bioetički profesor Jakov M. Appel,
naprotiv, smatraju da sve kompetentne osobe imaju pravo okončati svoje živote. Appel je
sugerirao da je pravo na smrt koristan ispit cjelokupne slobode određenog društva.

## Pravni dokumenti
Najčešće se ideja na pravo umiranja odnosi na osobe koje žele da skrbnici dopuste
njihovu smrt, primjerice da im se život ne održava pomoću aparata ili vitalnih lijekova
kada je oporavak vrlo vjerojatno i nemoguć. Također se ta ideja može odnositi na pitanja
u vezi liječnički potpomognutog samoubojstva. To se može nazvati i pasivnom eutanazijom u
slučajevima kada bolesnik nije u mogućnosti donositi odluke o liječenju. Oporuke i izjave
o neoživljavanju su pravni instrumenti koje čine pacijentove odluke liječenja poznate prije
vremena, te se pacijent koji umre na temelju tih odluka ne smatra eutanaziranim. U većini
slučajeva ti bolesnici također imaju i eksplicitne želje što se tiče primanja samo palijativne
skrbi kako bi im se smanjila bol i patnja.
Iako se specijalizirani pravni instrumenti razlikuju od mjesta do mjesta, postoje još dva koji
su važna u ovom kontekstu. Dokument Pet Želja omogućuje osobi da unaprijed nabroji
prioritete i vrijednosti koje želi imati na kraju života. I Medicinska punomoć (ili MDPOA)
koja imenuje punomoćnika za donošenje odluka u slučaju nesposobnosti, i može se koristiti
da da pismenu uputu u svezi kraja života. MDPOA se općenito smatra najmoćnijom od svih
instrumenata. Svi ostali mogu tražiti tumačenje od strane zdravstvenih usluga ili čak sudski
imenovanih staratelja; MDPOA preuzima posao tumačenja od stranaca i daje ga osobi koju je
pacijent odabrao.

## Po državi

### Nizozemska
Nizozemska je legalizirala dobrovoljnu eutanaziju 2001. godine i jedna je od rijetkih zemalja u
svijetu koja je to učinila.
U veljači 2010. godine građanska inicijativa pod nazivom Uit Vrije Wil (od Slobodne
Volje) zatražila je da svi Nizozemci preko 70 godina koji se osjećaju umornim od života imaju
pravo na stručnu pomoć da ga završe. Milly van Stiphout i Yvonne van Baarle osnovale
su organizaciju koja je započela prikupljanje potpisa potpore za predložene promjene u
nizozemskom zakonu. Brojni istaknuti nizozemski građani podržavaju inicijativu, uključujući
i bivše ministre, umjetnike, pravnike i liječnike. Među njima su bivši političari Frits
Bolkestein, Hedy d'Ancona i Jan Terlouw, kao i televizijska ličnost Mies Bouwman. Prema
trenutnom nizozemskom zakonu, eutanazija od strane liječnika je pravno opravdana samo u
slučajevima "beznadne i nepodnošljive" patnje. U praksi to znači da je ograničena samo na
one koji pate od ozbiljnih medicinskih stanja i trpe znatnu bol. Pomaganje nekom da počini
samoubojstvo bez ispunjenja kvalifikacija prema trenutnom nizozemskom zakonu o eutanaziji
je protuzakonito.

### Kanada
U kolovozu 2011. godine na Vrhovnom sudu zatraženo je da se ubrza tužba nazvana Pravo
na smrt kako bi Gloria Taylor mogla imati liječnika da joj pomogne u samoubojstvu.
Ona pati od Lou Gehrig-ove bolesti, a njezin odvjetnik Joe Arvay kaže kako joj se stanje
pogoršava. Ova tužba predstavlja izazove za zakone koji smatraju kaznenim djelom pomoći
ozbiljno i neizlječivo bolesnim osobama umrijeti s dostojanstvom.

### Sjedinjene Države
Eutanazija, gdje liječnik ili treća strana daje smrtonosne lijekove, protuzakonito je u svakoj
državi. Potpomognuto samoubojstvo, gdje liječnik ili treća strana daje pacijentu sredstva da
završiti svoj život je legalna u Oregonu, Washingtonu, i Montani. U tim državama pacijent
mora biti pri zdravoj pameti prilikom zahtjeva za potpomognutim samoubojstvom, te da je
bolesniku dijagnosticirana terminala bolest.

### Hrvatska
Ustav Republike Hrvatske u članku 21. kaže: "Svako ljudsko biće ima pravo na život. U Republici Hrvatskoj nema smrtne kazne." Eutanazija nije legalizirana.